# 約翰·T·霍頓
約翰·T·霍頓（1931年12月30日—2020年4月15日）是一位威尔士大气物理学家，牛津大学教授，曾为政府間氣候變化專門委員會撰写了IPCC第一次評估報告。